# 横浜プール路線
横浜プール路線（よこはまプールろせん）とは過去にあった有料道路の料金プール制で、関連道路プール制の一つであった。既存の路線では第三京浜道路、横浜新道、横浜横須賀道路が含まれていた。また、現在事業中の路線では完成予定時期が未定である横浜環状南線（横浜横須賀道路戸塚支線）が含まれる予定であった。
有料の自動車専用道路として建設されたこれらの路線は、償還が終わった後は無料化するはずであったが、道路公団民営化に伴い全国路線網に組み込まれ、無料化の可能性は絶たれた。しかし、そもそも横浜横須賀道路の赤字などで、無料化は容易ではなかった。